# دهستان آبروان
آبروان، دهستانی است از توابع بخش رضویه شهرستان مشهد در استان خراسان رضوی ایران.
این دهستان با مرکزیت روستای ابروان شامل روستاهای نصرآباد آبروان، حسن‌آباد آبروان،. روستای تیمورآباد ماشورشک، چاهک، اره، ابمال، سلیمانی، نریمانی، شورک ملکی، کلاته سیدصادق و... است.
شغل مردم منطقه کشاورزی و دامداری است. محصول تابستانی عمده منطقه خربزه است. از دیگر محصولات این منطقه چغندر قند، جو و گندم می‌باشد.

## جمعیت
براساس سرشماری سال ۱۳۸۵جمعیت آن  ۱۳۵۶۱نفر (۳۱۶۵خانوار) بوده‌است.